# Albizia gummifera
Albizia gummifera (J.F. Gmel.) C.A. Sm. è una pianta appartenente alla famiglia delle Fabacee.

## Distribuzione e habitat
A. gummifera è ampiamente diffusa nell'Africa subsahariana (Angola, Benin, Burundi, Camerun, Etiopia, Gabon, Gambia, Guinea, Kenya, Madagascar, Malawi, Mozambico, Nigeria, Repubblica Centrafricana, Repubblica del Congo, Repubblica Democratica del Congo, Ruanda, Sudan, Tanzania, Uganda, Zambia, Zimbabwe).
Il suo habitat tipico sono le foreste pluviali di pianura e montane, e le foreste fluviali.